# NGC 524
NGC 524 is een spiraalvormig sterrenstelsel in het sterrenbeeld Vissen. Het hemelobject werd op 4 september 1786 ontdekt door de Duits-Britse astronoom William Herschel.

## Synoniemen
- GC 307
- IRAS 01221+0916
- 2MASX J01244770+0932196
- H 1.151
- h 117
- MCG +01-04-053
- PGC 5222
- UGC 968
- ZWG 411.51